# Municipio de Altamira
El municipio de Altamira es uno de los 43 municipios que constituyen el estado mexicano de Tamaulipas. Con 269 790 habitantes en 2020, es el 6.º municipio más poblado del estado. Su cabecera municipal es la ciudad homónima y su ciudad más poblada, Miramar.
Este municipio está localizado cerca de las ciudades de Tampico y Ciudad Madero, en la costa del golfo de México, en el sur del estado de Tamaulipas. Contienen el primer puerto a nivel nacional en el manejo de fluidos petroquímicos, y el cuarto en el manejo de carga.[cita requerida]
Debido al crecimiento y desarrollo industrial, el municipio ha tenido una tasa de crecimiento poblacional de 4.8 % anual, siendo de las más altas a nivel nacional, ocasionando con ello la necesidad de construcción de vivienda y servicios básicos, por lo que —de acuerdo con datos del INEGI—, en el año de 2010, superó en número de habitantes al municipio de Ciudad Madero.[cita requerida]

## Historia
La ciudad de Altamira fue fundada el 2 de mayo de 1749, en honor del funcionario virreinal Juan Rodríguez de Albuerne, Marqués de Altamira, por don José de Escandón y Helguera, Conde de la Sierra Gorda, bajo la advocación de Nuestra Señora de las Caldas.
El primer alcalde de la villa fue el capitán Juan Pérez, y a cargo de la milicia quedó el capitán don Juan Francisco Barberena.
El primer Congreso del Gobierno Independiente de Tamaulipas, por decreto del 27 de octubre de 1828, le cambió la categoría a ciudad con el nombre de Villerías en honor del insurgente fray Juan Villerías; sin embargo, prevalece hasta la actualidad su primitivo nombre del Altamira.
De Altamira partieron las familias que, al mando de don Juan Villatoro, poblaron el actual Tampico, estableciéndose los límites entre ambos municipios en noviembre de 1837.
El nombre de la huasteca se deriva de la palabra náhuatl Huaxteco o Cuexteco que tomaron —según el padre Sahagún— del de un caudillo que se llamaba Cuextecatl. Los mexicanos designaban la región con el nombre de Huaxtecapan, pero también se le decía Pantlan o Panotlan y, más tarde, Pánuco, que quiere decir ‘lugar por donde pasan’.

### Cronología de hechos históricos
- 1749. El 2 de mayo, fundación de Altamira por don José de Escandón, conde de Sierra Gorda.
- 1829. Antes de su rendición, el 11 de septiembre, el general Barradas llegó a Altamira, donde sostuvo una lucha con las fuerzas del General Mier y Terán.
- 1848. El 27 de octubre, por decreto del Primer Congreso del Gobierno Independiente, se le otorga la categoría de ciudad con el nombre de Villerías.
- 1913. Los carrancistas, comandados por el general Pablo González, toman Altamira, desalojando a las fuerzas de Victoriano Huerta.

## Geografía

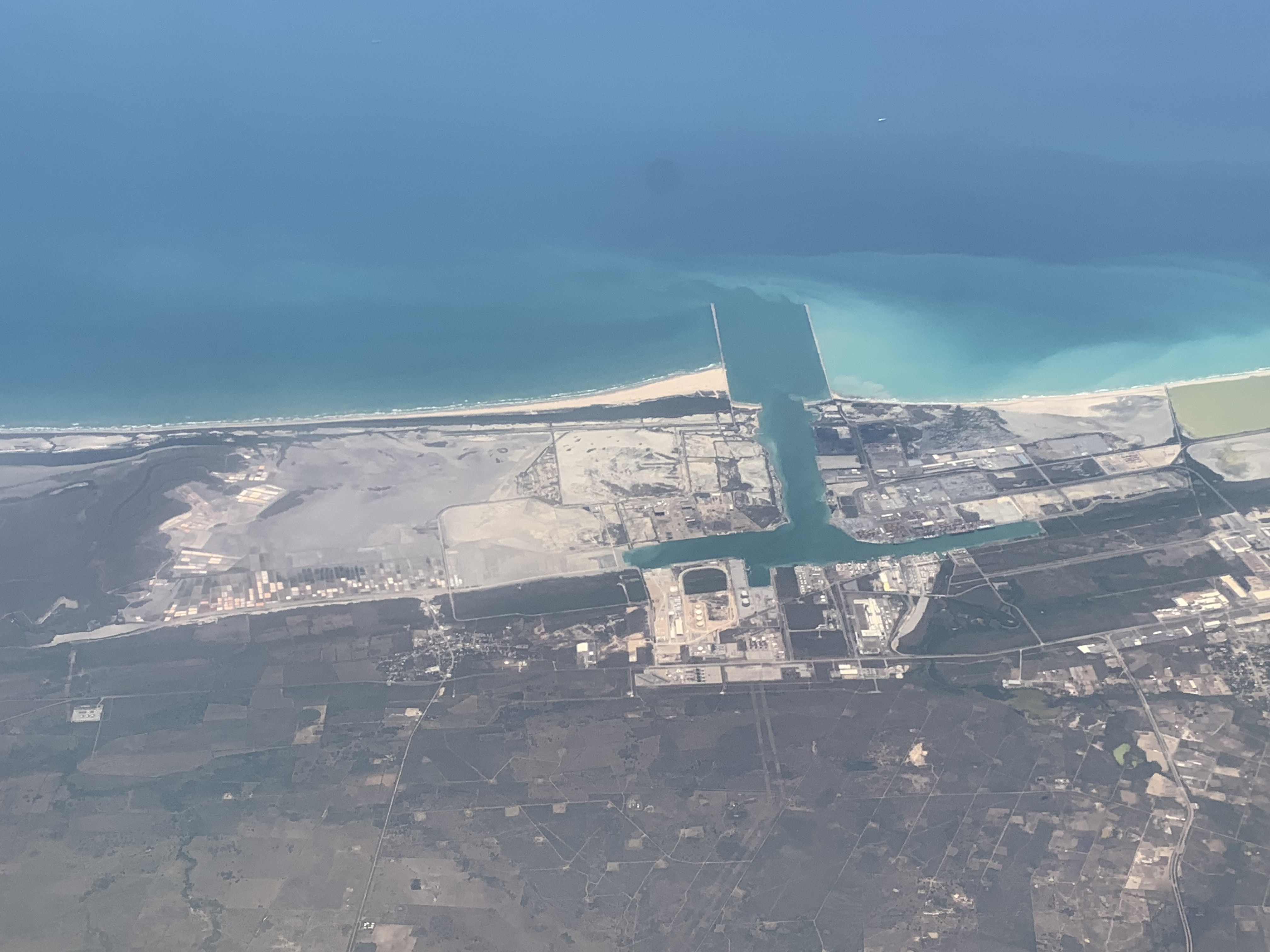
Puerto Industrial Altamira

Localizada en el sureste del estado, la cabecera municipal se sitúa a los 22°23′ latitud norte 97°56′ longitud oeste. Colinda al norte con Aldama, al sur con Madero y Tampico. Está en la región de la Huasteca tamaulipeca, al igual que los municipios de Llera, Gómez Farías, Xicoténcatl, Ocampo, Nuevo Morelos, Antiguo Morelos, Mante, González, Aldama, Tampico y Ciudad Madero.
En Altamira se localiza la laguna de Champayán, además de otras, como la laguna de las Marismas y la laguna de San Enrique.

### Límites municipales
Tiene límites administrativos con los siguientes municipios o accidentes geográficos, según su ubicación:
|                 | Norte: Aldama                   |                        |
| Oeste: González |                                 | Este: Golfo de México  |
|                 | Sur: Pánuco (Veracruz), Tampico | Sureste: Ciudad Madero |

## Demografía
De acuerdo con los resultados del Censo de Población y Vivienda realizado en 2020 por el Instituto Nacional de Estadística y Geografía, el municipio de Altamira tiene una totalidad de 269,790 habitantes, de los cuales 133,306 son hombres y 136,484 son mujeres.

### Localidades
El municipio de Altamira tiene un total de 268 localidades, las principales y su población en 2020 son las siguientes:
| Localidad            | Población |
| Total Municipio      | 269 790   |
| Miramar              | 161 820   |
| Altamira             | 79 824    |
| Cuauhtémoc           | 5 756     |
| Esteros              | 2 168     |
| Río Tamiahua         | 1 726     |
| Ricardo Flores Magón | 1 561     |
| Maclovio Herrera     | 1 447     |
| La Pedrera           | 1 410     |
| Estación Colonias    | 1 253     |

## Clima
El clima es de tipo subtropical con una temperatura máxima de 40 °C y una mínima de 9 °C. La temperatura media es de 23 °C; el mes más caluroso es junio y el más frío es enero.

### Fauna y flora
El municipio se localiza en la Provincia Fisiográfica Planicie Costera Nororiental, perteneciente al Reino Neo tropical, desde el punto de vista florístico, forma parte de la Región Caribea y queda incluida en la provincia florística denominada Costa del Golfo de México.
Flora: El tipo de vegetación conocida como selva baja caducifolia, Esta comunidad vegetal esta pobremente representada en el municipio, existiendo pocos manchones de la misma. Se desarrolla en zonas más secas y en terrenos planos y de suelos profundos.
La estructura y composición florística de esta selva baja, además de la presencia de espinas en algunas especies, le da un aspecto semejante a matorrales. Las especies predominantes son: Mezquite (Prosopis laevigata); Ébano (Ebanopsis ébano), Guacima (Guazuma ulmifolia) y Huizache (Vachellia farnesiana), Chaca (Bursera simaruba), Uvero (Cocioloba barbadensis), Tepeguaje (Lysiloma acapulcensis), entre los más importantes.
Los pastizales cultivados son la comunidad vegetal que ocupa un mayor porcentaje en el municipio. Sin embargo, aún se pueden encontrar algunos remanentes de vegetación natural mezclada con zonas de cultivos o potreros. En general se registraron los siguientes tipos de vegetación para el municipio.
Se encuentra un pequeño bosque de Encino como reminiscencia de lo que había, mezclado con la selva baja caducifolia. La especie típica es Quercus oleoides, asociada con otras especies como Bursera simaruba, Guazuma ulmifolia.
Matorral mediano espinoso (de 1 a 2 m de alto) hacia la costa variando también su composición florística y la dominancia en cada caso. Se presenta hacia el Noroeste de la zona con una distribución muy restringida. El matorral alto sub inerme se establece en lomeríos cuya altura va de 150 a 250 m.s.n.m. las especies más representativas en el estrato arbóreo Phithecello biumebano, Acacia amentácea, Leucophyllum frutescens, en el arbustivo presenta, Vachellia farnesiana, Karwinskia humboldtiana, en el estrato herbáceo se encuentran Bromelia pinguin entre otras.
Vegetación de Dunas Costeras.- Se caracteriza por desarrollarse en la costa, la mayoría de las especies que forman esta vegetación están adaptadas fisiológica y anatómicamente a las condiciones de alta salinidad y extrema temperatura, entre ellas encontramos; Uniola paniculata. 
Vegetación Halófito.- Se trata de una comunidad característica de suelos con alto contenido de sales solubles, alcalinos y muy pobre en materia orgánica; las especies representativas de este ambiente son Croton punctatus, Salicornia ambigua, Borrichia frutescens. 
Tular.- La presencia de tule en la región sur de Tamaulipas ha sido reportada e identificada como una macrófita emergente del género Typha spp;Typha dominguensis y Typha truxillensis, Phragmites australis, Scirpus validus (junco). Estos tulares también están acompañados por Haben ariarepens (orquídea) e Ipomoea fistulosa (Campanita lila). 
Fauna: Altamira presenta diferentes Ecotonos que son el hábitat de muchas especies de peces, anfibios, reptiles, aves, mamíferos e invertebrados que conforman toda la riqueza biológica dependiente de este ecosistema. Siendo además decisivo como área de crianza de especies, hábitat esencial para las aves migratorias, así como de especies en estado de conservación. Podemos observar reptiles como; Iguana, lagartijas; Sceloporus scalaris, Sceloporus  variabilis; sapos y ranas, 8 especies de tortugas de agua dulce y 5 especies en el litoral marino, Lepidochelis kempi que anida año con año en las playas de la costa del golfo de México. Serpientes como la cascabel, nauyaca, moka, coralillo y culebras (Guía de Campo de Anfibios y reptiles de Altamira). 
El grupo más diverso y con mayor presencia y movilidad en el sitio del proyecto y su área de influencia, sin duda es el de las aves, 334 especies las podemos observar durante todo el año incluyendo las aves migratorias, de las especies más representativas está un ave endémica (Geothyplis flavovelata) o Mascarita de Altamira, Ictalurus gularis o bolsero de Altamira, también conocido como calandria, aves canoras como el cenzontle, la primavera o mirlo café, lechuzas, tecolote bajeño, garzas, rapaces y aves de litoral marino. Existen 3 especies de loros como el cabeza amarilla, el cabeza roja tamaulipeco, cachetes amarillos y 3 especies de periquitos o quilas.
Altamira es rico en mamíferos sobresaliendo los felinos como el ocelote, tigrillo, jaguarundi y margay. Los venados, mapaches, coatís, zarihueyas, armadillos, zorrillos, una especie de conejo altamirence, liebre, roedores y muchos animales más, sirven como alimento a estos felinos.
Altamira es muy rica en biodiversidad, es por eso la importancia de conservarla.

## Canales de televisión
- 1.1: Azteca Uno (TV Azteca)
- 1.2: ADN 40 (TV Azteca)
- 2.1: Las Estrellas (Televisa)
- 2.2: Foro TV (Televisa del golfo)
- 3.1: Imagen Televisión (Grupo Imagen)
- 3.4: Excélsior TV (Grupo Imagen)
- 4.1: Canal 4 (Televisa del Golfo)
- 5.1: Canal 5 (Televisa)
- 6.1: Multimedios Televisión Monterrey
- 6.2: Milenio TV Monterrey
- 6.3: Teleritmo Monterrey
- 6.4: MVS TV  Monterrey
- 7.1: Azteca 7 (TV Azteca)
- 7.2: A Más+ (TV Azteca)
- 9.1: NU9VE (Televisa)
- 10.1: Canal 26 XHFW-TDT (Grupo Flores)
- 11.1: Once TV México (IPN)
- 14.1: Canal 14 SPR
- 20.1: TV UNAM Universidad de México
- 22.1: Canal 22 (Televisión Metropolitana)
- 33.1: Canal 26 TV más (Gobierno del estado de Veracruz)